# Муравьёв, Евгений Фёдорович
Евгений Фёдорович Муравьёв (16 июня 1929, дер. Поньгома Кемского района Карельской АССР, СССР, — 20 февраля 1998, г. Москва, Российская Федерация) — советский партийный государственный деятель, с 1962 по 1976 — первый секретарь Сызранского горкома КПСС, с 1976 по 1979 — председатель Куйбышевского облисполкома совета народных депутатов, с 1979 по 1988 — первый секретарь Куйбышевского обкома КПСС КПСС

## Биография
Родился 16 июня 1929 года в деревне Поньгома Кемского района Карельской АССР, РСФСР, в семье железнодорожника и домохозяйки, имел сестру Эмилию, русский. С 1931 года семья жила в Мурманске, где в 1937 году он пошёл в школу. С началом Великой Отечественной войны семья эвакуировалась в село Шуерецкое Кемского района, где семья прожила до 1944 года, когда отца перевели на работу в аппарат управления Кировской железной дороги и семья переехала в Петрозаводск, где в 1947 г. Е.Ф. Муравьев окончил среднюю
школу и поступил в Карело-финский государственный университет на физико-математический факультет. Студентом, в мае 1952, вступил в КПСС.
В 1952 году, окончив вуз, был направлен в Сызрань на гидротурбинный завод (ныне Сызранский завод тяжёлого машиностроения), где работал инженером конструкторского бюро, начальником отдела внешней кооперации, с 1955 – секретарём парткома.
В декабре 1959 года решением бюро Сызранского горкома и Куйбышевского обкома КПСС был направлен на должность директора строящегося «Сызранского завода пластмасс»
В октябре 1961 года утверждён главным инженером, а в декабре – директором Сызранского завода тяжелого машиностроения.
С ноября 1962 по март 1976 года — первый секретарь Сызранского горкома КПСС.
С 17 февраля 1976 по 25 апреля 1979 года — председатель Куйбышевского облисполкома совета народных депутатов.
С 25 апреля 1979 по 30 июля 1988 года — первый секретарь Куйбышевского обкома КПСС.
Член ЦК КПСС в 1981–1989 годах, делегат XXIII, XXIV, XXV, XXVI, XXVII съездов и XIX Всесоюзной конференции КПСС. Депутат Совета Союза Верховного Совета СССР 10 и 11 созывов (1979—1989) от Куйбышевской области.
С 30 июля 1988 года — персональный пенсионер союзного значения, жил в Москве..
Скончался 20 февраля 1998 года в г. Москве. Похоронен на Троекуровском кладбище.

## Награды и звания
Награждён орденом Октябрьской Революции, двумя орденами Трудового Красного Знамени, орденом «Знак Почета», медалями.